# Aranyos pápaszemesmadár
Az aranyos pápaszemesmadár (Cleptornis marchei) a madarak osztályának verébalakúak (Passeriformes) rendjébe és a pápaszemesmadár-félék (Zosteropidae) családjába tartozó Cleptornis nem egyetlen faja.

## Rendszerezés
Sorolták a Ptilotis nembe Ptilotis marchei néven is.

## Előfordulása
Saipan és Aguijan szigetén honos melyek az Északi-Mariana-szigetek tagjai.

## Megjelenése
Testhossza 14 centiméter.Súlya 20 gramm.
|  |